# Vladimir Romanovskij
Vladimir Vaclavovič Romanovskij (in russo Владимир Вацлавович Романовский?; Slonim, 21 giugno 1957 – Minsk, 13 maggio 2013) è stato un canoista sovietico, dal 1991 bielorusso.

## Palmarès

### Olimpiadi
- 2 medaglie:
  - 1 oro (Montréal 1976 nel K2 1000 m)
  - 1 argento (Montréal 1976 nel K2 500 m)

### Mondiali
- 3 medaglie:
  - 2 ori (Nottingham 1981 nel K2 10000 m; Belgrado 1982 nel K4 10000 m)
  - 1 bronzo (Sofia 1977 nel K2 1000 m)